# Resolució 944 del Consell de Seguretat de les Nacions Unides
La Resolució 944 del Consell de Seguretat de les Nacions Unides fou adoptada el 29 de setembre de 1994. Després de recordar resolucions 841 (1993), 861 (1993), 862 (1993), 867 (1993), 873, 875 (1993), 905 (1994), 917 (1994), 933 (1994) i 940 (1994) el Consell va afirmar la seva voluntat de suspendre les sancions contra Haití una vegada que el legítim president d'Haití Jean-Bertrand Aristide ha tornat després de la retirada de la Junta Militar.
El Consell va afirmar els seus objectius de la sortida de les autoritats "de facto", el retorn de Jean-Bertrand Aristide i la restauració del legítim Govern d'Haití. Va donar la benvinguda al fet que les unitats inicials de la força multinacional es van desplegar pacíficament el 19 de setembre de 1994 i esperaven la finalització de la seva missió i el desplegament de la Missió de les Nacions Unides a Haití (UNMIH).
Es va demanar al Secretari General Boutros Boutros-Ghali que prengués mesures per assegurar la immediata conclusió del desplegament de l'equip avançat de la UNMIH de 60 persones, instant als Estats membres a que contribuïssin a la UNMIH. També se li va demanar que cerqués el retorn, juntament amb l'Organització d'Estats Americans (OEA), de la Missió Civil Internacional a Haití que anteriorment havia estat expulsada.
Actuant sota el Capítol VII de la Carta de les Nacions Unides, el Consell va decidir rescindir les mesures en les resolucions 841, 873 i 917 relatives a Haití a les 00:01 EDT l'endemà del retorn de president Jean-Bertrand Aristide. El Comitè establert en la Resolució 841 també es dissoldrà al mateix temps. Finalment, es va demanar al Secretari General que consultés amb el Secretari General de l'Organització d'Estats Americans sobre les mesures adoptades per l'OEA d'acord amb la present resolució.
La resolució 944 va ser aprovada per 13 vots contra cap, amb dues abstencions de Brasil i Rússia.